# Provincia di Samsun
La provincia di Samsun (in turco Samsun ili) è una provincia della Turchia.

## Geografia
Dal 2012 il suo territorio coincide con quello del comune metropolitano di Samsun (Samsun Büyükşehir Belediyesi).
La provincia, che si affaccia sulla costa del Mar Nero, confina con le province Sinope, Çorum, Amasya, Tokat e Ordu.

## Storia
La provincia di Samsun istituita, il 19 maggio 1919, dopo la guerra d'indipendenza turca (Kurtuluş Savaşı) guidata da Atatürk. Il nome del distretto di Ondokuzmayıs, letteralmente 19 maggio, ricorda questa data.

## Geografia antropica

### Suddivisioni amministrative

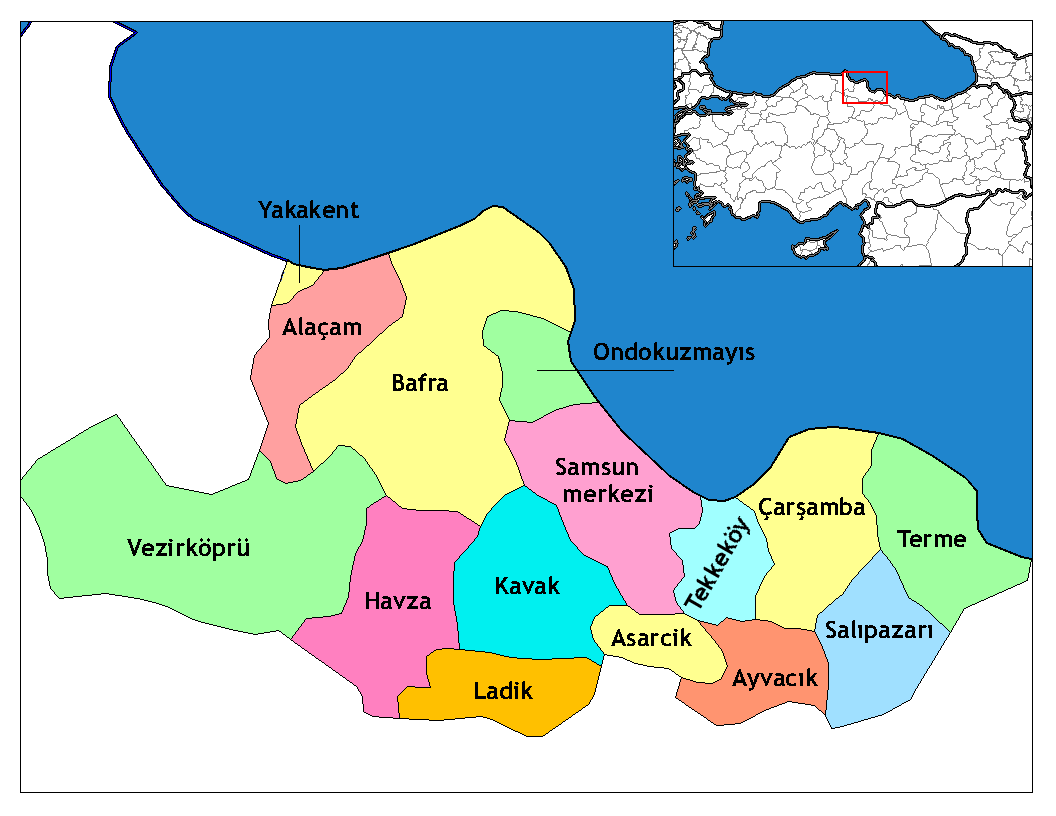
Distretti della provincia di Samsun prima dell'istituzione del comune metropolitano di Samsun

La provincia è divisa in 17 distretti:
| - Alaçam - Asarcık - Atakum - Ayvacık - Bafra - Canik - Çarşamba - Havza - İlkadım | - Kavak - Ladik - Ondokuzmayıs - Salıpazarı - Tekkeköy - Terme - Vezirköprü - Yakakent |

Fanno parte della provincia 51 comuni e 998 villaggi.
Fino al 2012 il comune metropolitano di Samsun era costituito dalle aree urbane dei distretti di Atakum, Canik, İlkadım e Tekkeköy.